# Thiết Đông, Tứ Bình
Thiết Đông (tiếng Trung: 铁东区; bính âm: Tiědōng qū) là một quận của thành phố Tứ Bình, tỉnh Cát Lâm, Trung Quốc. Quận có diện tích 572 km², dân số là khoảng 312.000 người. Mã bưu chính là 136001. Huyện Thiết Đông được chia thành:
- 8 Nhai đạo:
  - Giải Phóng nhai đạo (解放街道)
  - Bắc Thị Trường nhai đạo (北市场街道)
  - Tứ Mã Lộ nhai đạo (四马路街道)
  - Thất Mã Lộ nhai đạo (七马路街道)
  - Bắc Môn nhai đạo (北门街道)
  - Hoàng Thổ Khanh nhai đạo (黄土坑街道)
  - Bình Đông nhai đạo (平东街道)
  - Bình Nam nhai đạo (平南街道)
- 2 Trấn
  - Sơn Môn trấn (山门镇)
  - Diệp Hách Mãn tộc trấn (叶赫满族镇)
- 2 Hương
  - Trường Phát hương (长发乡)
  - Thành Đông hương (城东乡)